# بي بي سي عبر الإنترنت
بي بي سي عبر الإنترنت (بالإنجليزية: BBC Online)‏ هي خدمة لبي بي سي عبر الإنترنت. إنها شبكة كبيرة من المواقع الإلكترونية بما في ذلك المواقع البارزة مثل نيوز وسبورت. كان لبي بي سي حضور على الإنترنت يدعم برامجها التلفزيونية والإذاعية والمبادرات على شبكة الإنترنت فقط منذ أبريل 1994، ولكنها لم تطلق رسميًا حتى 28 أبريل 1997، بعد موافقة الحكومة على تمويلها من خلال عائدات رسوم الترخيص التلفزيونية كخدمة في حقها. طوال تاريخها، خضعت خطط بي بي سي عبر الإنترنت للمنافسة والشكوى من منافسيها التجاريين، مما أدى إلى العديد من المشاورات العامة والمراجعات الحكومية للتحقيق في مزاعمهم بأن وجودها الكبير وتمويلها العام يشوهان سوق المملكة المتحدة.

## وصلات خارجية
- الموقع الرسمي
 – official site
- Latest on plans for bbc.co.uk including archive
- Summary of results of Graf Review
- BBC's response to Graf review
- Press release concerning radio podcasting and download trials
- Press release announcing extended trial of iMP
- BBC Politics 97 Site—a 1997 BBC web page that is still active
- Backstage
- BBC Home Archive
- Creative Archive نسخة محفوظة 14 أبريل 2005 على موقع واي باك مشين.
- BBC Commissioning
- Engineering Data